# Hành tinh siêu phồng
Hành tinh siêu phồng là một loại ngoại hành tinh có khối lượng chỉ nặng hơn Trái Đất vài lần nhưng bán kính lớn hơn Sao Hải Vương, chứng tỏ rằng mật độ trung bình rất thấp. Chúng mát hơn và ít đồ sộ hơn so với các Sao Mộc nóng mật độ thấp bị thổi phồng.
Các ví dụ cực đoan nhất được biết đến là ba hành tinh xung quanh Kepler-51, tất cả đều có kích cỡ Sao Mộc nhưng với mật độ dưới 0,1 g/cm³. Những hành tinh này được phát hiện vào năm 2012 nhưng mật độ thấp của chúng không được phát hiện cho đến năm 2014. Một ví dụ khác là Kepler-87c.
Một giả thuyết cho rằng một hành tinh siêu phồng có những luồng bụi bay ra liên tục trên đỉnh khí quyển của nó (ví dụ, Gliese 3470 b) - vì vậy bề mặt rõ ràng thực sự là bụi ở đỉnh khí quyển.
Một khả năng khác là một số hành tinh siêu phồng là những hành tinh nhỏ hơn với hệ thống vành đai lớn.